# Олувіл-07
Грама Ніладхарі Олувіл-07 (№ AD/35C/3) — Грама Ніладхарі підрозділу ОС Аддалачченай, округ Ампара, Східна провінція, Шрі-Ланка.

## Демографія
| Населення (2007) | Населення (2007) | Населення (2007) | Населення (2007) | Населення (2007) |
| Населення        | Чоловіки         | Жінки            | Діти             | Дорослі          |
| ---------------- | ---------------- | ---------------- | ---------------- | ---------------- |
| 1134             | 566              | 568              | 516              | 618              |